# Het slaagsysteem
Tom Poes en het slaagsysteem of kortweg Het slaagsysteem is het 64ste verhaal uit de Bommelsaga, geschreven en getekend door Marten Toonder. Het verhaal verscheen voor het eerst op 9 februari 1955 en liep tot 30 april 1955. Thema: Succes.

## Samenvatting
Heer Bommel maakt kennis met Simon O. Slagslager, die hem er toe aanzet gebruik te maken van zijn "slaagsysteem". Burgemeester Dickerdack daagt Simon uit om heer Bommel binnen een maand te 'doen slagen'; succesvol te maken. Dat valt niet mee, en heer Bommel is zichzelf niet meer. Door geheugenverlies weet hij later niet eens meer dat hij het slaagsysteem volgde, en hij vindt het hele idee absurd, want een heer is altijd geslaagd.